# Clewiston
Clewiston es una ciudad ubicada en el condado de Hendry en el estado estadounidense de Florida. En el Censo de 2010 tenía una población de 7.155 habitantes y una densidad poblacional de 585,16 personas por km².

## Geografía
Clewiston se encuentra ubicada en las coordenadas 26°45′10″N 80°56′21″O / 26.75278, -80.93917. Según la Oficina del Censo de los Estados Unidos, Clewiston tiene una superficie total de 12.23 km², de la cual 12.16 km² corresponden a tierra firme y (0.55%) 0.07 km² es agua.

## Demografía
Según el censo de 2010, había 7.155 personas residiendo en Clewiston. La densidad de población era de 585,16 hab./km². De los 7.155 habitantes, Clewiston estaba compuesto por el 61.44% blancos, el 12.73% eran afroamericanos, el 0.84% eran amerindios, el 2.25% eran asiáticos, el 0.04% eran isleños del Pacífico, el 19.85% eran de otras razas y el 2.85% pertenecían a dos o más razas. Del total de la población el 48.72% eran hispanos o latinos de cualquier raza.